# QGF03

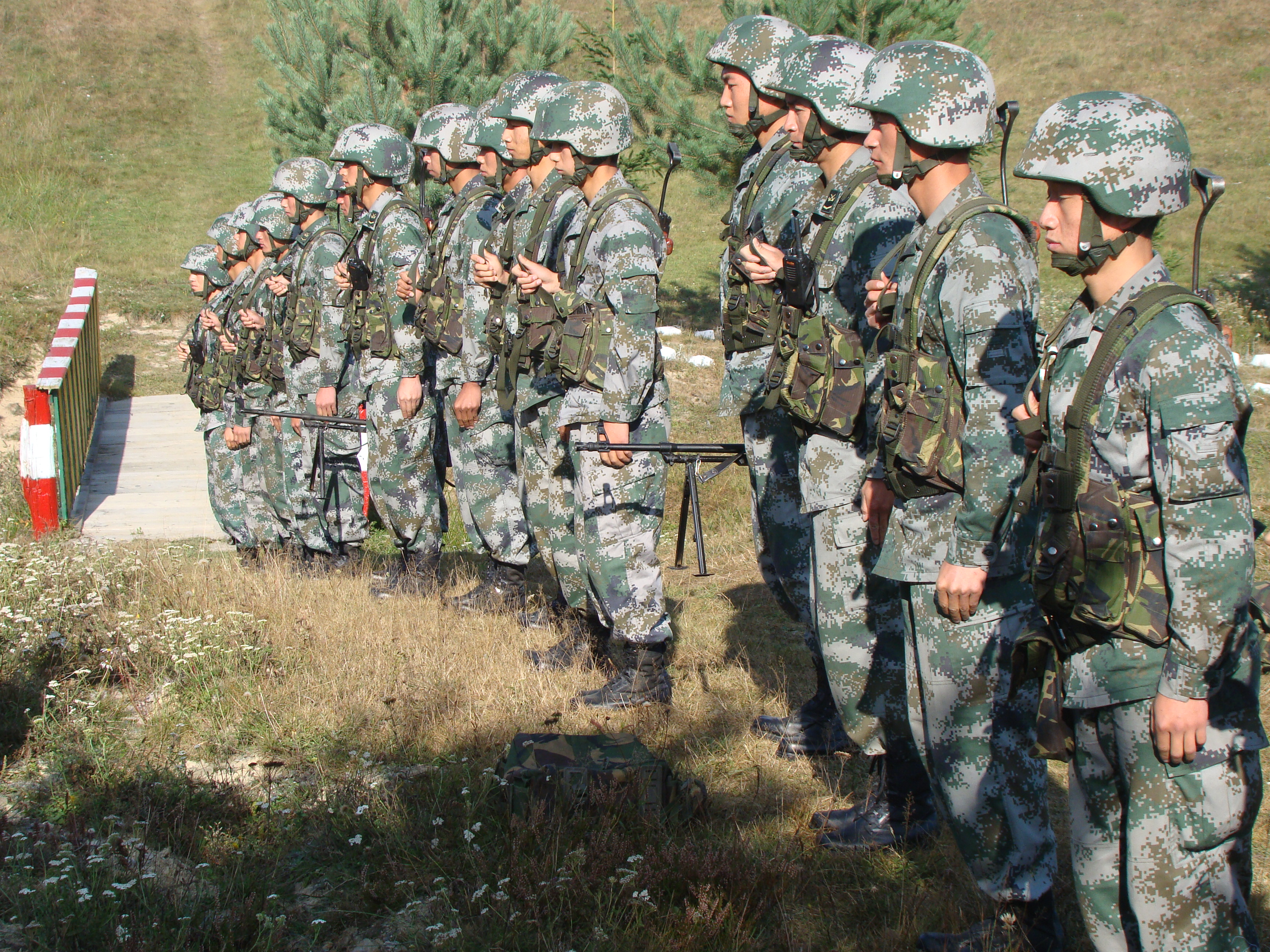
Soldados del Ejército Popular de Liberación de China usando el QGF-03.

El QGF-03 es un casco de combate desplegado por el Ejército Popular de Liberación de China en 2005. El casco, como su predecesor el QGF02, está hecho de un material compuesto de kevlar y reemplaza a los cascos de acero más antiguos como el GK80 para las tropas de primera línea.
El casco QGF03 fue un desarrollo del primer casco de kevlar chino, el QGF02, producido por primera vez en 1994 y enviado a unidades como el PLA Hong Kong Garrison. El QGF02 estaba destinado a ser más liviano que los cascos de acero existentes y balísticamente equivalente al estadounidense PASGT.

## Usuarios
- China